# Khowsh Yeylāq
Khowsh Yeylāq (persiska: خُوشِ يِيلاق, خاش آيلان, خُوش يِيلاق, خُش يِيلاق, Khowsh-e Yeylāq, Khvosh Yeylāq, خوش ييلاق) är en ort i Iran.   Den ligger i provinsen Golestan, i den norra delen av landet, 400 km öster om huvudstaden Teheran. Khowsh Yeylāq ligger 1 745 meter över havet och antalet invånare är 362.
Terrängen runt Khowsh Yeylāq är kuperad åt sydost, men åt nordväst är den bergig. Runt Khowsh Yeylāq är det ganska glesbefolkat, med 24 invånare per kvadratkilometer. Närmaste större samhälle är Tīlābād, 12,7 km nordost om Khowsh Yeylāq. Omgivningarna runt Khowsh Yeylāq är i huvudsak ett öppet busklandskap.